# 洞穴俱樂部

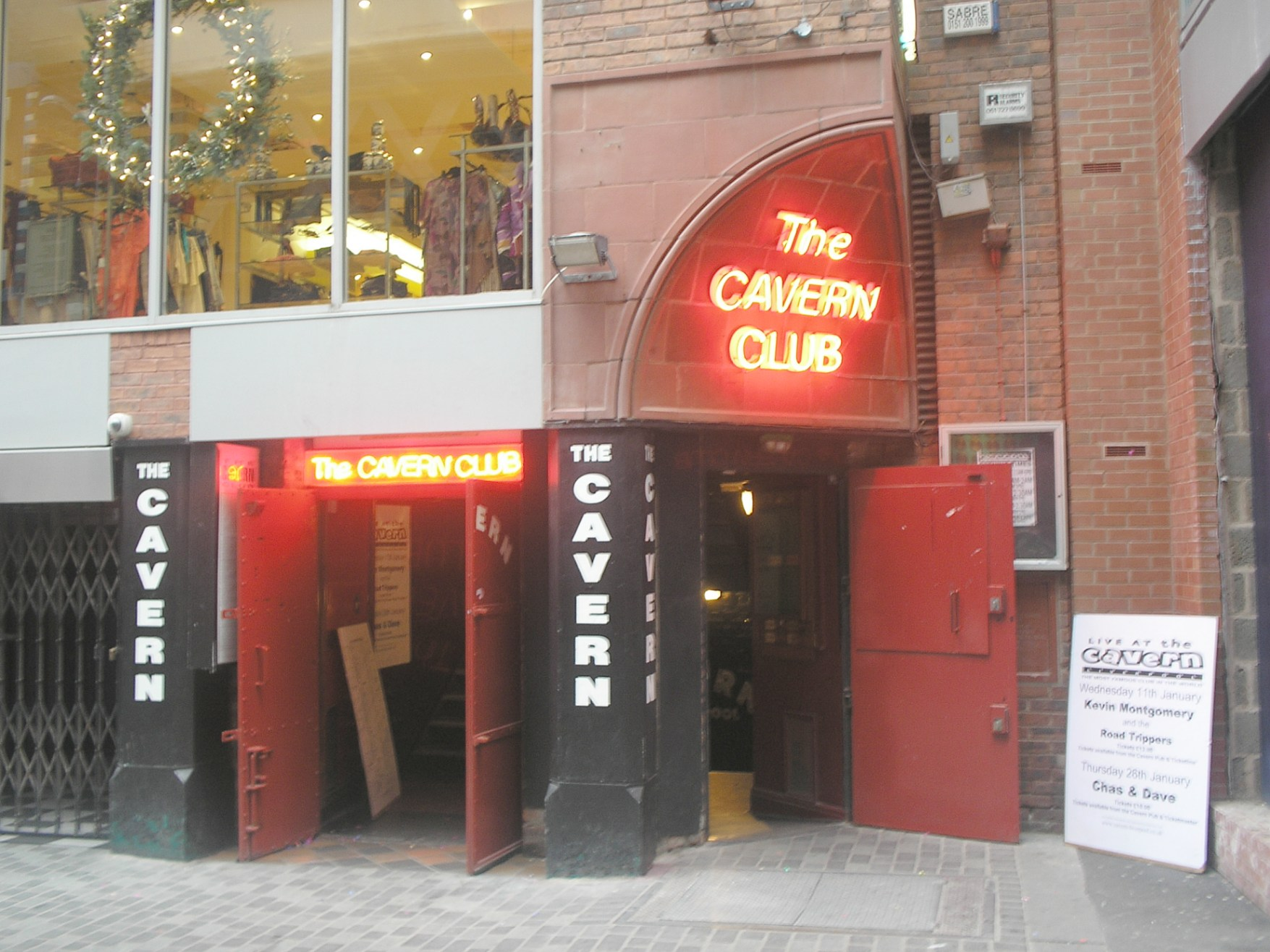
洞穴俱樂部

洞穴俱樂部（英語：The Cavern Club）是位於英國利物浦馬修街10號的一座夜店。洞穴俱樂部開業於1957年1月16日，當時是一家爵士樂夜店。在1960年代，洞穴俱樂部成為利物浦的搖滾樂中心。披头士乐队在其出道初期曾在洞穴俱樂部表演。原本的洞穴俱樂部在1973年3月歇業。1984年4月26日，洞穴俱樂部重新開業，並且使用了不少當年使用過的磚塊。新的洞穴俱樂部同樣位於馬修街10號。

## 外部連結
- Cavern City Tours （页面存档备份，存于）
- Cavern Club at fifty （页面存档备份，存于）
- 'Premier At The Cavern' - 1966 newsreel （页面存档备份，存于）
- Cavern After Hours （页面存档备份，存于） for lots of images of 60s groups that never made it big and other rare items of interest.

53°24′22″N 2°59′14″W / 53.40611°N 2.98722°W